# Phlogiellus baeri
Espèce
Synonymes
- Ischnocolus baeri Simon, 1877
- Yamia baeri (Simon, 1877)

Phlogiellus baeri est une espèce d'araignées mygalomorphes de la famille des Theraphosidae.

## Distribution
Cette espèce est endémique des Philippines.

## Publication originale
- Simon, 1877 : Etudes arachnologiques. 5e Mémoire. IX. Arachnides recueillis aux îles Philippines par MM. G. A. Baer et Laglaise. Annales de la Société Entomologique de France, sér. 5, vol. 7, p. 53-96 (texte intégral).